# Овчаренко Леонтій
Леонтій Овчаренко (нар.? — пом.?) — полковник Армії УНР.

## Життєпис
У 1918 році значковий 4-го полку Сірожупанників Української Держави.
З лютого по березень 1918 р. року, командир броньованих частин Гайдамацького коша Слобідської України, 3-го Гайдамацького полку.
З 20 січня по 13 квітня 1919 p. — командир 4-го Сірожупанного полку. З 13 квітня 1919 член нагородної комісії в штабі Північної групи Армії УНР.
З 16 серпня 1919 командир бронепоїзда «Правобережний».
Подальша доля невідома.